# 瑞穂市郷土資料館
瑞穂市郷土資料館（みずほしきょうどしりょうかん）は、かつて岐阜県瑞穂市にあった、資料館（博物館）。
2019年（令和元年）、瑞穂市の公共施設見直しにより用途変更。建物が馬場公園集会所に用途変更され廃止となった。

## 概要
- 本巣郡穂積町の穂積町郷土資料館として1986年（昭和61年）4月竣工。同年10月開館[2]。2003年（平成15年）5月1日に本巣郡穂積町、巣南町が合併して瑞穂市が発足するに伴い、瑞穂市郷土資料館に改称する。
- 建物は鉄筋コンクリート造2階建。1階と2階が展示室、2階に講演室が設置されていた[3]。延床面積は311.63m2[4]。文化財保管庫（延床面積143.04m2[4]）を併設する（文化財保管庫は郷土資料館廃止後も社会教育系施設（博物館等）として存続している[1]）。
- 農機具を中心とした民俗文化財が保管展示されていたが、郷土資料の展示が瑞穂市図書館本館（楽修館）を中心に行うようになったことから次第に郷土資料館としての役割は少なくなり、自治会や各種団体（子ども会、老人クラブなど）への貸室として利用された[4]。
- 役割が郷土資料の展示から各種団体への貸室へ移ってきたこともあり、馬場公園集会所に用途変更され、2019年（令和元年）に廃止となった[1]。

## 周辺施設
- 馬場公園
- 瑞穂市立生津小学校